# Тісні врата
«Вже не діти» — кінофільм режисера Сергія Ткачова, що вийшов на екрани в 2009 році.

## Зміст
Крупний бізнесмен переживає через ті вчинки, які йому довелося здійснити, щоб досягти успіху. Він вирішує спокутувати провину, але наштовхується на протидію з боку своїх близьких. Однак колесо долі вже почало повертатися і незабаром життя героя зміниться кардинальним чином.

## Ролі
| Актор            | Роль |
| ---------------- | ---- |
| Владислав Сич    | -    |
| Ольга Сутулова   | -    |
| Дмитро Шевченко  | -    |
| Анатолій Горячев | -    |
| Наталія Ткачова  | -    |
| Марія Шалаєва    | -    |
| Павло Трубинер   | -    |
| Сергій Щепачов   | -    |
| Вероніка Ткачова | -    |

## Знімальна група
- Режисер, сценарист, композитор, оператор — Сергій Ткачов
- Продюсери — Сергій Ткачов, Наталія Ткачова